# Traunviertel
Traunviertel (en alemany, barri o districte de Traun) o Traunkreis és una de les quatre regions històriques de l'Alta Àustria. Les altres regions que constitueixen aquest bundesland d'Àustria són Hausruckviertel, Mühlviertel, i Innviertel. S'anomena així pel riu Traun que recorre la regió.
Traunviertel inclou els districtes de Gmunden, Kirchdorf an der Krems, Linz-Land, Steyr, Stezr-Land i la part sud de Linz (per sota del Danubi). Les principals ciutat són Linz (capital de l'Alta Àustria), Gmunden, Kirchdorf an der Krems i Steyr.